# Dominic Maria Prümmer
Dominic Maria Prümmer (Aquisgrana, 3 settembre 1866 – Friburgo in Brisgovia, 9 giugno 1931) è stato un teologo, docente, scrittore e presbitero tedesco appartenente all'ordine domenicano.

## Biografia
Nato ad Aquisgrana, si unisce all'ordine domenicano nel 1884 e studia filosofia e teologia all'Università Cattolica di Lovanio, ricevendo l'ordinazione sacerdotale nel 1890: prosegue i propri studi insegnando anche teologia negli atenei di Venlo e Düsseldorf, città nella quale sarà per tre anni priore.
Nel 1906 si trasferisce nella Casa di Studi Domenicani di Hawkesyard, nell'area di Rugeley, dove insegna teologia morale e due anni dopo riceve il proprio dottorato in teologia dalla Pontificia università "San Tommaso d'Aquino" e viene assegnato alla cattedra di teologia morale dell'Università di Friburgo in Brisgovia, ove passerà il resto della sua vita.
Ivi pubblicherà numerosi articoli e libri di teologia morale, diritto canonico, storia e persino psicopatologia, in particolare del suo rapporto con le tematiche morali.